# Tiefe Wunden – Ein Taunuskrimi
Tiefe Wunden – Ein Taunuskrimi ist ein deutscher Fernsehfilm aus dem Jahr 2015. Die Literaturverfilmung basiert auf dem gleichnamigen Roman von Nele Neuhaus und ist die vierte Folge der Krimiserie Der Taunuskrimi.

## Handlung
Die Ermittler Pia Kirchhoff und Oliver von Bodenstein haben den Mord an einem 92-jährigen Holocaust-Überlebenden namens Goldberg aufzuklären, der in seinem Haus regelrecht hingerichtet wurde. Bei der Obduktion wird eine Tätowierung entdeckt, die darauf schließen lässt, dass das Opfer keineswegs Jude, sondern Mitglied der Waffen-SS war. Als zwei weitere Morde nach dem gleichen Muster verübt werden, befürchten die Ermittler einen Serientäter. Bei den drei Ermordeten findet sich eine mit Blut geschriebene Zahl: 16145. Alle drei hatten eine Beziehung zur Fabrikantenfamilie Kaltensee, die gegen Ende des Zweiten Weltkriegs aus Ostpreußen in den Taunus geflohen ist und danach einen Weltkonzern aufgebaut hat. Weil die Lösung des Rätsels nur im ehemaligen Ostpreußen zu finden ist, reist Pia Kirchhoff inoffiziell nach Polen, wo sich schließlich alles aufklärt. Die Mordopfer hatten sich am 16.1.45 durch eine Gräueltat an der echten Familie Kaltensee nicht nur die unbehelligte Flucht nach Deutschland, sondern sich auch deren Erbe gesichert. So wie die Mitglieder der Familie damals hingerichtet wurden, hatte jemand nun seinerseits Rache geübt. Kurz vor der Vollendung der Vergeltung an der letzten Überlebenden greifen die Ermittler ein. Im Schusswechsel stirbt die bis dahin unbekannte Person, bei der es sich um eine alte Dame handelt, die das Massaker im Januar 1945 überlebt hatte. Ausgelöst durch eine Biografie, die ein Journalist über die Familie Kaltensee schreiben wollte und dazu auch die Täterin interviewte, brach in ihr das Trauma des Erlebten wieder auf und sie schritt zur Tat.

## Hintergrund
Mit Tiefe Wunden – Ein Taunuskrimi wurde das dritte Buch der Bodenstein-&-Kirchhoff-Reihe verfilmt.

## Rezeption

### Einschaltquote
Tiefe Wunden – Ein Taunuskrimi wurde am 2. Februar 2015 zur Hauptsendezeit im ZDF ausgestrahlt und erzielte eine Quote von 6,66 Millionen Zuschauern und 20,0 Prozent Marktanteil.

### Kritiken
Tilmann P. Gangloff fand auf tittelbach.tv wenig lobende Worte und meinte: „‚Tiefe Wunden‘ hat [zwar] eine faszinierende Rachegeschichte zu bieten, doch das Drehbuch schöpft das Potenzial der Handlung nicht aus, verliert sich indes im typischen Nele-Neuhaus-Kosmos aus viel zu vielen Figuren, und die Umsetzung durch Marcus O. Rosenmüller ist wenig bemerkenswert und über weite Strecken spannungsarm. Größtes Manko aber bleiben die Hauptdarsteller: Tim Bergmann & Felicitas Woll agieren nur neben-, nicht miteinander.“